# Kappa Librae
Kappa Librae (κ Librae, förkortat Kappa Lib, κ Lib) som är stjärnans Bayerbeteckning, är en jättestjärna belägen i den östra delen av stjärnbilden Vågen. Den har en skenbar magnitud på 4,72 och är svagt synlig för blotta ögat. Baserat på parallaxmätning inom Hipparcosuppdraget på ca 10,6 mas, beräknas den befinna sig på ett avstånd av ca 310 ljusår (90 parsek) från solen.

## Egenskaper
Kappa Librae är en orange till röd jättestjärna av spektralklass K5 III. Den har en uppskattad radie som är 38  gånger större än solens och utsänder från dess fotosfär 296 gånger mera energi än solen vid en effektiv temperatur på ca 3 900 K. Stjärnan visar accelerationskomponenter i dess rörelse genom rymden, som med stor sannolikhet tyder på att den är en astrometrisk dubbelstjärna. Det är också en misstänkt variabel stjärna med en variation i magnitud mellan 4,70 och 4,75.